# Nephus atramentarius
Nephus atramentarius är en skalbaggsart som först beskrevs av Karl Henrik Boheman 1859.  Nephus atramentarius ingår i släktet Nephus och familjen nyckelpigor. Inga underarter finns listade i Catalogue of Life.